# Fontein van de Sabijnse Maagdenroof

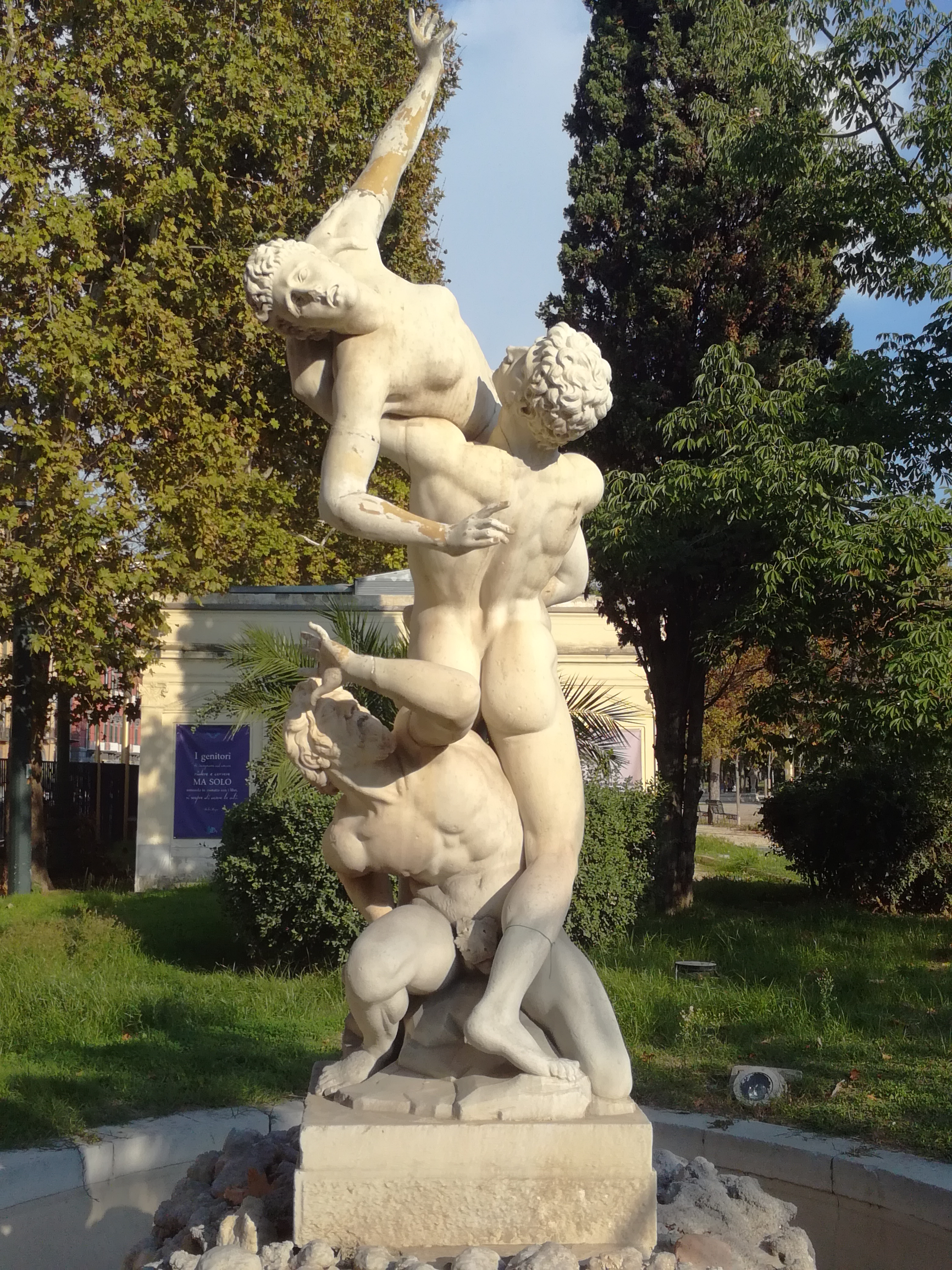
Fontein van de Sabijnse Maagdenroof in Napels

De Fontein van de Sabijnse Maagdenroof (18e eeuw) is een van de fonteinen in het stadspark of Villa Reale van de Italiaanse stad Napels.
Het stelt een scène voor uit de Romeinse Oudheid: de Sabijnse maagdenroof. De Bourbon-dynastie van het Koninkrijk Napels bestelde circa 1750 het beeld voor haar Paleis van Caserta. De kunstenaar was Tommaso Solari senior. Solari inspireerde zich voor de fontein op het 16e-eeuws beeld van de Zuid-Nederlandse beeldhouwer Giambologna; het origineel staat in de Loggia dei Lanzi in Florence. De fontein, in neoclassicistische stijl, werd tijdelijk in het paleispark geïnstalleerd.
In 1834 liet de Bourbon-familie Angelo Violani de fontein installeren in haar koninklijke tuin of Villa Reale. Dit werd na de eenmaking van Italië het stadspark, dat open was voor publiek. 